# Hügelland von Škofja Loka
Škofjeloško hribovje, auch Loško pogorje (deutsch: Hügelland von Škofja Loka auch Hügelland von Bischoflack, englisch: Škofja Loka Hills), ist die slowenische Bezeichnung für eine mittelgebirgige geografische Region in den nordwestlichen Voralpen Sloweniens im Bereich des Beckens bzw. der Täler von Selška und Poljanska Sora. Dazu gehören auch die Hügel über dem Žirovska-Becken und Sorško polje.
Die Region umfasst die Gemeinden Škofja Loka, Železniki, Gorenja vas-Poljane und Žiri.
Das wirtschaftliche, administrative und kulturelle Zentrum der Region ist die Stadt Škofja Loka, wo die Flüsse Poljanska Sora und Selška Sora zusammenfließen.

## Gipfel
Die meisten Gipfel liegen zwischen 500 und 1000 m über dem Meeresspiegel und die höchsten sind:
- Ratitovec (1678 m) mit seinem Gebirgsmassiv (ca. 20 Gipfel über 1000 m)
- Blegoš (1562 m)(deutsch: Fleherkogel)
- Koprivnik (1393 m)
- Mladi vrh (1374 m)
- Špehovše (1355 m)
- Smoletovše (1300 m)
- Črni vrh (1291 m)
- Prva ravan (1289 m)
- Stari vrh (1217 m)
- Pretovč (1217 m)
- Kovk (1203 m)
- Štedel vrh (1151 m)
- Mali Blegoš (1107 m)(deutsch: Kleiner Fleherkogel)
- Jemčev Kovk (1105 m)
- Šoštarjev Kovk (1105 m)
- Vancovec (1085 m)
- Mrzli vrh (1060 m)
- Smrekovnik (1059 m)
- Jastrenk (1056 m)
- Čemažarjev kovk (1056 m)
- Malenski vrh (1053 m)
- Lubnik (1025 m)
- Zaklančarjev kovk (1024 m)
- Črt (1019 m)
- Kovk (997 m)
- Šorta (982 m)
- Gabrška gora (963 m)
- Miklavška gora (955 m)
- Plešavnikov vrh (945 m)
- Janov vrh (945 m)
- Pleše (940 m)
- Bezovški vrh (939 m)
- Strmec (935 m)
- Kucelj (920 m)
- Kal (908 m)
- Mali Lubnik (894 m)
- Medvedov vrh (892 m)
- Racmanski Kovaški vrh (882 m)
- Gorenjski Kovaški vrh (862 m)
- Vrhov grič (877 m)
- Špičasti vrh (837 m)
- Planinca (824 m)
- Hrastnik (planina) (806 m)